# サン・ジョヴァンニ・ダッソ
サン・ジョヴァンニ・ダッソ (英: San Giovanni d'Asso) は、人口890人のイタリア共和国トスカーナ州シエーナ県に存在したコムーネの一つである。2017年1月1日に、モンタルチーノに編入された。
- 気候区分: zona D, 1873 GR/G